# Baiba Skride
Baiba Skride (née le 17 mars 1981 à Riga) est une violoniste lettonne qui remporta en 2001 le prestigieux Concours Reine Élisabeth.

## Biographie
Née dans une famille de musiciens lettons au sein de laquelle elle commence ses études musicales, Baiba Skride intègre en 1995 le Conservatoire de musique et de théâtre de Rostock (Hochschule für Musik und Theater Rostock) où elle étudie avec Petru Munteanu.
Elle représente la Lettonie au Concours Eurovision des jeunes musiciens 1996. En 1998, elle obtient le deuxième prix du Concours international de violon Niccolò Paganini, en 2001 le premier prix du Concours Reine Élisabeth et en 2003 le Prix Luitpold du festival Kissinger Sommer.
Elle a joué le Stradivarius « Wilhelmj » (1725), mis à disposition par la Nippon Music Foundation, et joue depuis novembre 2010 le Stradivarius « Ex-baron Feilitzsch » (1734) prêté par Gidon Kremer.
Baida Skride se produit sur les scènes du monde entier et réside à Hambourg.
Ses deux sœurs sont également musiciennes : Lauma Skride est pianiste et Linda Skride, violoniste.